# ابنسهاوزن
ابنسهاوزن (به آلمانی: Ebenshausen) یک شهر در آلمان است که در وارتبورگکرایس واقع شده‌است. ابنسهاوزن ۳۱۸ نفر جمعیت دارد.